# Los Odio!
Los Odio! es una banda de rock de la Ciudad de México formada por músicos que ya habían sido importantes en la escena musical mexicana. La banda estaba principalmente integrada por Francisco Huidobro de Fobia, Jay de la Cueva de Moderatto, Tito Fuentes de Molotov, Enrique Rangel Arroyo de Café Tacvba y Tomás Pérez, antiguo baterista de La Lupita.
Esta banda se había creado originalmente durante el año 1998, con el nombre «Bikini» y estaba compuesta solo por Francisco Huidobro, Jay de la Cueva y Tomás Pérez. Era una banda informal, que por diversión y nada más tocaba en fiestas y pequeños salones, y por eso nunca editó un disco. En 2006 Paco y Jay decidieron retomar la banda con nuevos integrantes.
En el 2012 después de que Fobia se separara, dejando sólo a Paco Huidobro y a Leonardo de Lozanne al frente del grupo, Jay De La Cueva fue sustituido por Randy Ebright tocando la guitarra en la presentación de Los Odio! en el Vive Latino 2012.

## Miembros
- Francisco Huidobro - Vocalista y guitarra rítmica.
- Quique Rangel - Bajo.
- Tito Fuentes - Guitarra
- Jay de la Cueva - Guitarra
- Tomás Pérez - Batería

## Discografía
- 2009 - Los Odio!

- Datos: Q16242554